# Sense normes
Sense normes (títol original: No Holds Barred) és una pel·lícula estatunidenca dirigida per Thomas J. Wright el 1989. Ha estat doblada al català.

## Argument
Rip Thomas, campió mundial de lluita lliure, gaudeix de gran prestigi entre els seus seguidors i, a més, és fidel a la cadena de televisió que l'ha contractat. Brell, director de la cadena de la competència, li proposa canviar d'aires, però Rip declina l'oferta. Brell estrena llavors un programa de televisió en el qual apareix un lluitador que desafia a Rip perquè lluiti amb ell.

## Repartiment
- Hulk Hogan: Rip
- Kurt Fuller: Tom Brell
- Joan Severance: Samantha Moore
- Tiny Llistar Jr.: Zeus
- Mark Pellegrino: Randy